# Charles-Daniel de Meuron
Pour les articles homonymes, voir Meuron.
Charles-Daniel de Meuron, né le 6 mai 1738 à Saint-Sulpice dans la principauté de Neuchâtel et mort le 4 avril 1806 est un militaire neuchâtelois et collectionneur d'histoire naturelle.

## Biographie
Fils de commerçant, il est placé en apprentissage de commerce à La Brévine puis à Liestal et à Strasbourg jusqu'en 1752. En 1756, il change d'orientation et s'engage comme enseigne dans le régiment suisse de marine de Hallwyl où il est nommé sous-lieutenant l'année suivante et participe à la guerre de Sept Ans contre l'Angleterre aux Antilles pendant laquelle il est blessé à trois reprises. 
En 1763 à la fin de la guerre, il reprend son travail de commerçant dans le même temps où il est anobli comme comte avant de rejoindre la compagnie d'Erlach des Gardes suisses en 1765 où il est nommé capitaine en 1768 avec la croix du mérite militaire, puis colonel en 1778. Pendant cette période, il développe, en bon courtisan, plusieurs contacts dans la société aristocratique parisienne tout en participant à des expériences de « science amusante » (principalement liées à l'électricité). Pendant son service comme garde suisse, il participe aux projets non aboutis de la Compagnie d'Approuague de colonie de la Guyane et du roi Frédéric II de Prusse de fonder une colonie dans l'archipel des Bissagos.

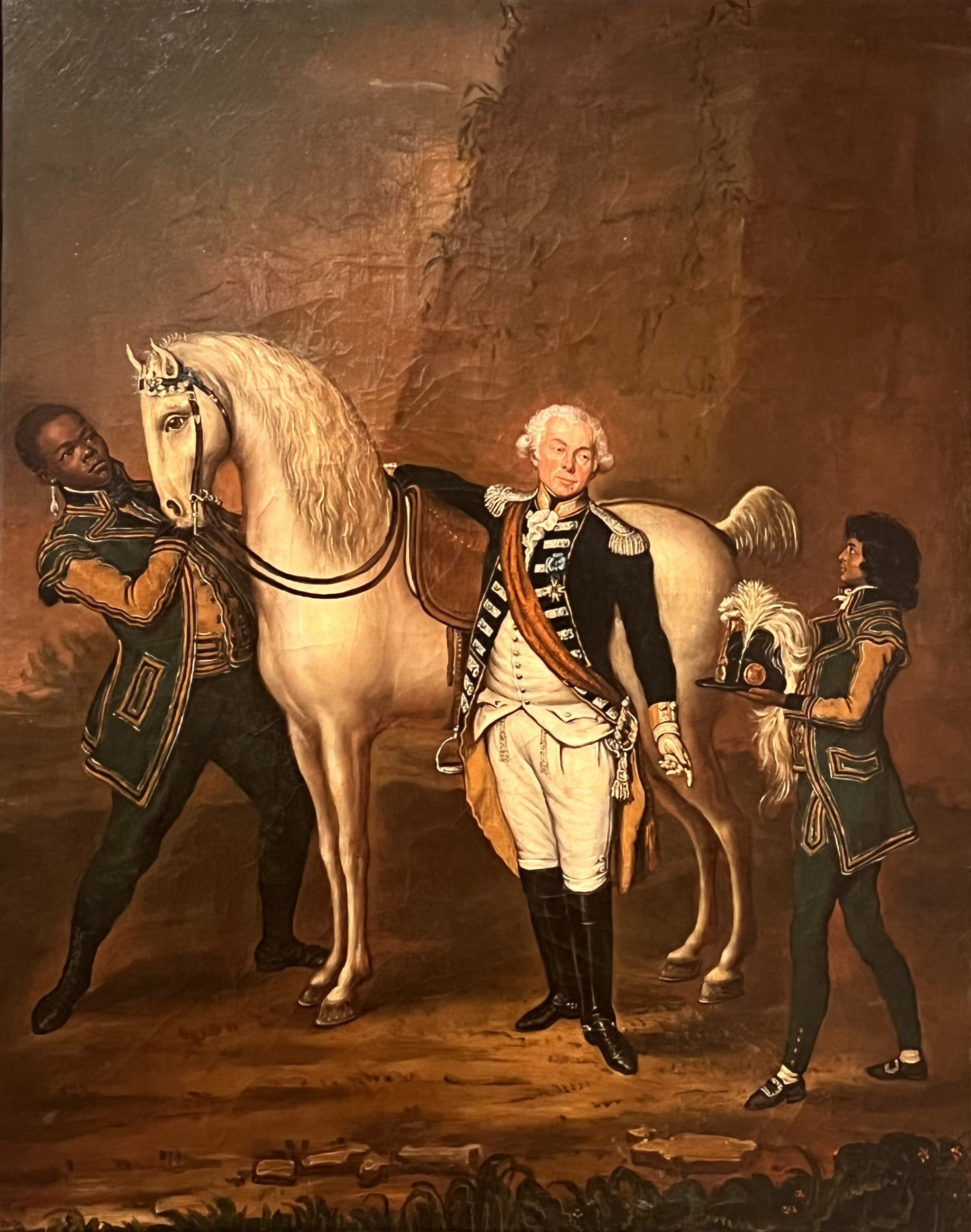
Portrait de Charles-Daniel de Meuron accompagné de deux esclaves, 1789.

En 1781, il est chargé par la France de lever un régiment d'infanterie de 1 020 hommes répartis en 10 compagnies de 102 hommes (protestants) équipés et armés, dont il est à la fois le commandant et le propriétaire et qui prend son nom. Ce régiment, par une entente signée le 28 mai 1781, est mis au service de la Compagnie néerlandaise des Indes orientales : après avoir été rassemblé en mars 1782 sur l'île d'Oléron, embarque pour le cap de Bonne-Espérance où il débarque le 7 février 1783. De là, Charles-Daniel de Meuron expédie en Europe plusieurs pièces qui formeront plus tard la base de ses collections d'histoire naturelle et d'ethnographie, tout en menant en parallèle des activités de commerçant, en particulier dans le commerce du vin. Le 25 octobre 1787, il laisse le commandement du régiment à son frère Pierre-Frédéric et retourne en Europe pour régler des problèmes financiers : il partage alors son temps entre la Hollande, Berlin, Paris, Neuchâtel et Saint-Sulpice où il crée un cabinet d'histoire naturelle qu'il donne à la ville de Neuchâtel le 6 juin 1795 et qui sera par la suite intégré dans le musée d'ethnographie de Neuchâtel.
À la suite de la Révolution française, de la conquête militaire des Provinces-Unies et de la faillite de la Compagnie des Indes, Meuron fait passer son régiment au service du Royaume-Uni où il prend le nom de Régiment de Meuron de Sa Majesté et est envoyé sur l'île de Ceylan. Le comte de Meuron doit alors se rendre en Inde pour avaliser le transfert de ses troupes : il ne revient qu'en 1797 avec le grade de major général et séjourne alors près de deux ans à Londres.

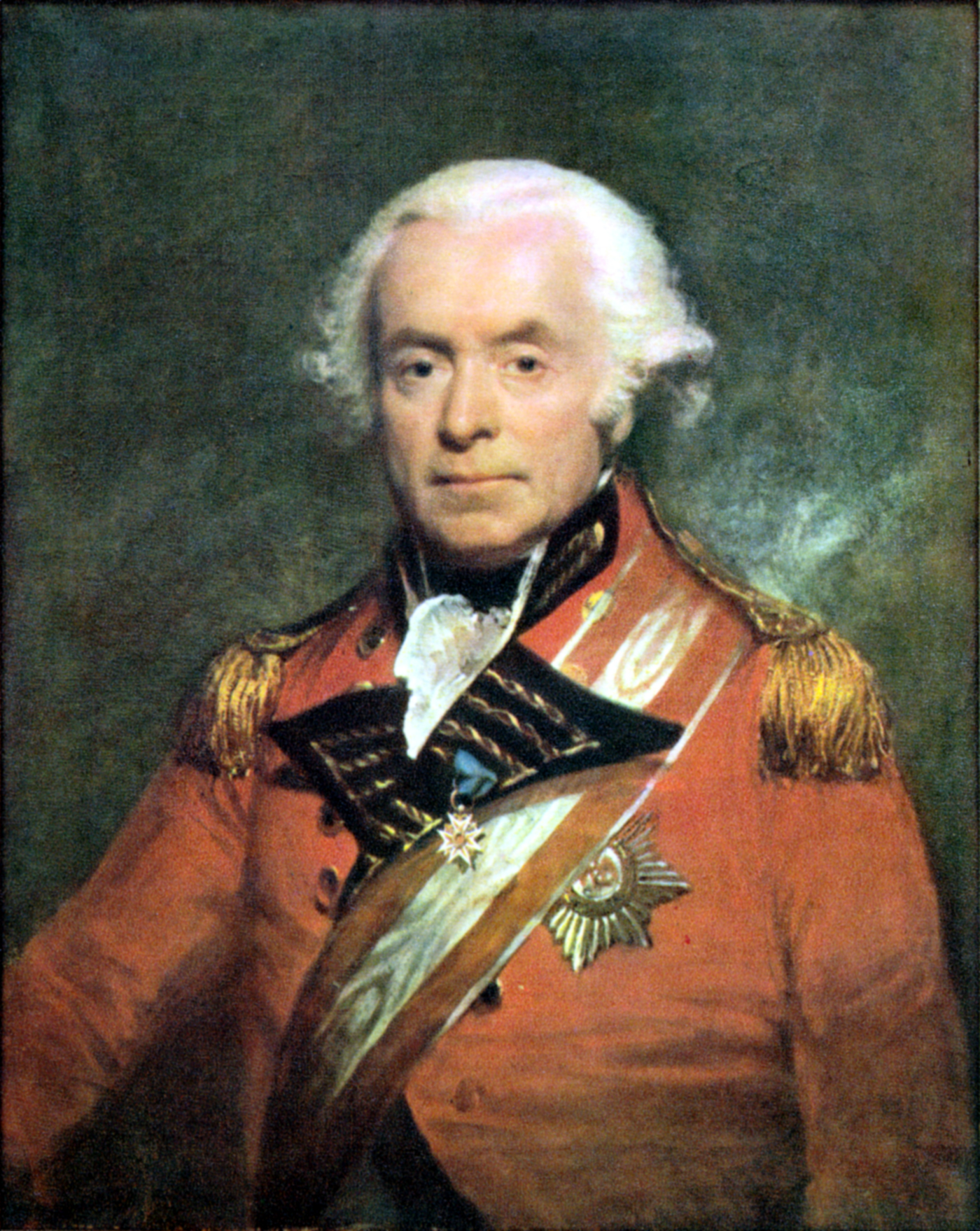
Charles-Daniel de Meuron après 1800 avec l'Ordre de l'Aigle rouge

En 1800, il est décoré à Berlin de l'Ordre de l'Aigle rouge par le roi Frédéric-Guillaume IV de Prusse et est fait lieutenant général par les Anglais. Il se retire à Neuchâtel où il fait l'acquisition, en 1801, de la demeure et du parc de la Grande Rochette qu'il transforme. Il meurt des suites d'une opération le 4 avril 1806.